# 小行星4809
小行星4809（英語：4809 Robertball）是一颗围绕太阳公转的小行星。1928年9月5日，馬克斯·沃夫在海德堡发现了此天体。
这颗小行星的绝对星等为173.4541157101137等。